# Пелдозеро
Пелдозеро (карел. peldo «поле») — пресноводное озеро на территории Янегского сельского поселения Лодейнопольского района Ленинградской области.

## Общие сведения
Площадь озера — 0,7 км², площадь водосборного бассейна — 28,8 км². Располагается на высоте 97,4 метров над уровнем моря.
Форма озера дугообразная, продолговатая: оно более чем на полтора километра вытянуто с запада на восток. Берега каменисто-песчаные, преимущественно возвышенные.
Из юго-восточной оконечности Пелдозера вытекает ручей Кескеже, который впадает в озеро Кукасское, откуда вытекает река Нижняя Вадожка. Последняя впадает с правого берега в реку Шапшу, впадающую в реку Оять, левый приток Свири.
На северном берегу водоёма располагается урочище Пелдозеро на месте одноимённой опустевшей деревни. К урочищу подходит просёлочная дорога.
Код объекта в государственном водном реестре — 01040100811102000015876.